# Cocoter
|  | Per a altres conceptes vegeu coco (desambiguació) |

El cocoter, coco, palma o palmera de coco, palma cocotera o palma indiana (Cocos nucifera) és una palmera de la família de les arecàcies i l'única espècie viva del gènere Cocos. El fruit s'anomena coco o nou de coco. El nom prové de l'antiga paraula portuguesa coco, que significa "cap" o "crani", després de les tres sagnies de la closca de coco que s'assemblen a trets facials. Són omnipresents a les regions tropicals costaneres i són una icona cultural i producte gastronòmic rellevant dels tròpics.
El cocoter proporciona aliments, combustible, cosmètics, medicina popular i materials de construcció, entre molts altres usos. La carn interna de la llavor madura, així com la llet de coco que se n'extreu, formen part habitual de la dieta de moltes persones als tròpics i subtròpics. Els cocos es diferencien d'altres fruites perquè el seu endosperma conté una gran quantitat de líquid transparent, anomenat "aigua de coco" o "suc de coco". Els cocos madurs i madurs es poden utilitzar com a llavors comestibles o processar-se per obtenir oli i llet vegetal de la carn, carbó vegetal de la closca dura i coco de la closca fibrosa. La carn de coco seca s'anomena copra, i l'oli i la llet que se'n deriven s'utilitzen habitualment a la cuina, sobretot per fregir i per a fer sabons i cosmètics. La saba de coco dolça es pot convertir en begudes o fermentar en vi de palma o vinagre de coco. Les closques dures, les closques fibroses i les fulles llargues pinnades es poden fer servir com a material per fer diversos productes per a mobles i decoració.
El coco té un significat cultural i religiós en certes societats, especialment a les cultures austronesies del Pacífic occidental, on apareix en les seves mitologies, cançons i tradicions orals. La caiguda del seu fruit madur ha provocat una preocupació per la mort pel coco. També va tenir importància cerimonial en les religions animistes precolonials. També ha adquirit un significat religiós a les cultures del sud d'Àsia, on s'utilitza en rituals de l'hinduisme. Constitueix la base dels rituals de noces i culte a l'hinduisme. També té un paper central en la religió del coco fundada el 1963 a Vietnam.
Els cocos van ser cultivats per primera vegada pels pobles austronèsics a les illes del sud-est asiàtic i es van estendre durant el Neolític mitjançant les seves migracions marítimes fins a l'est fins a les illes del Pacífic i fins a l'oest fins a Madagascar i les Comores. Van tenir un paper crític en els llargs viatges marítims dels austronèsics proporcionant una font portàtil d'aliment i aigua, així com materials de construcció per als vaixells austronèsics. Els cocos també es van estendre més tard en temps històrics al llarg de les costes dels oceans Índic i Atlàntic per mariners del sud d'Àsia, àrabs i europeus. A partir d'aquestes introduccions separades, les poblacions de coco encara es poden dividir en cocos del Pacífic i cocos indoatlàntics, respectivament. Els cocos van ser introduïts pels europeus a les Amèriques durant l'⁣època colonial a l'⁣intercanvi colombià, però hi ha proves d'una possible introducció precolombina de cocos del Pacífic a Panamà per part de mariners austronèsics. L'origen evolutiu del coco està en disputa, amb teories que afirmen que pot haver evolucionat a Àsia, Amèrica del Sud o illes del Pacífic.
Els arbres creixen fins a 30 metres d'alçada i poden donar fins a 75 fruits a l'any, encara que habitualment en fan menys de 30. Les plantes són intolerants al fred i prefereixen precipitacions abundants i plena llum solar. Moltes plagues i malalties d'insectes afecten l'espècie i són una molèstia per a la producció comercial. Al voltant del 75% del subministrament mundial de cocos és produït per Indonèsia, les Filipines i l'Índia.

## El coco

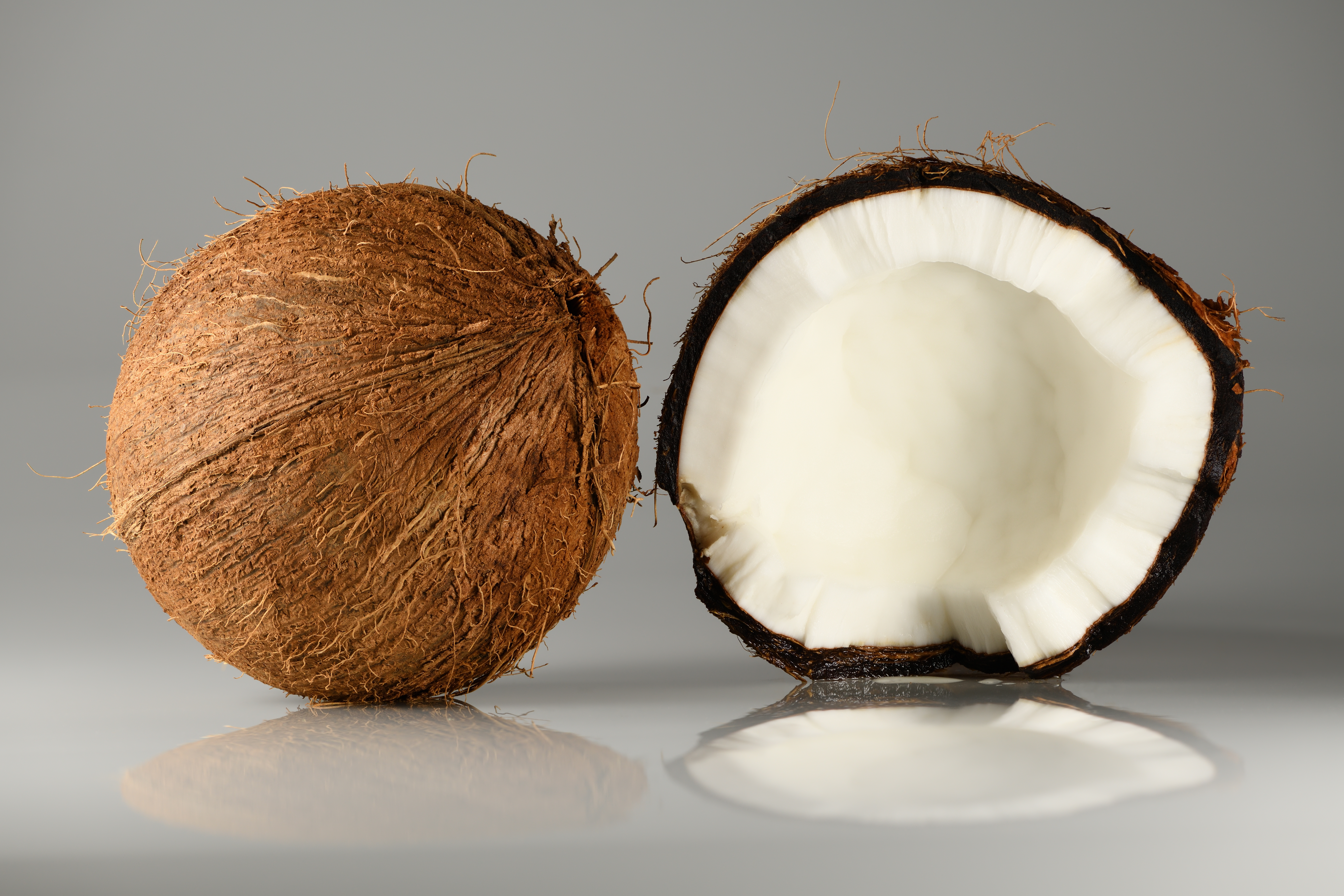

El coco és una nou molt gran envoltada d'un mesocarpi fibrós que s'obre per extreure la nou de coco; la part comestible és l'endosperma albuminós de color blanc. La nou jove està plena d'aigua. La llet de coco s'obté esprement la nou ratllada.
El nom prové del portuguès coco, una mena de papu per espantar els nens.
És una palmera de grans dimensions que es troba a les tropicals arreu del món. Pot arribar a 30 metres d'alt. Posseeix tres o més fulles grans, pinnades i que poden arribar a mesurar 6 metres de llarg. Floreix al llarg de tot l'any en inflorescències que contenen tant flors masculines com femenines amb 6 estams. Les flors estan situades als apèndix axil·lars.
Les flors femenines quan acaben el procés de maduració formen un fruit en forma de drupa oval monosperma de hasta 30 cm de diàmetre amb un pericarpi fibrós i un endocarpi ossi. El fruit conté al seu interior l'albumen blanc comestible.
De forma espontània es dispersa mitjançant la suració dels fruits al mar i germinant en les platges, ja que els fruits resisteixen la salinització de l'aigua.
Preferix el sòl sorrenc i necessita molta insolació, alta humitat relativa (750 a 200 litres de pluja a l'any o bé regadiu), aquesta humitat no pot ser excessiva, ja que un excés d'aigua iniciaria un efecte de putrefacció a la planta.

## Varietats
Hi ha una vuitantena de varietats documentades. Considerant les dimensions del fruit, les variants més importants es llisten a continuació.

### Fruit petit
- Atuabo[6]
- West African Tall[7]
- Mnazi[8]
- Mozambique[9]
- Seychelles Tall[10]
- Tres Picos[11]
- San Blas[12]
- Jamaica Tall[13]

### Fruit mitjà
- Ceylon Tall[14][15]
- Indian Tall
- Laccadive Tall
- Gangabhavani
- Harmania
- Narical
- Park-choke
- New Hebrides Tall

### Fruit gran
- Manila
- Coco Redondo
- Philippino
- Panama Tall
- Andaman Tall
- Maprao-Yai
- Thainland Tall
- Malayan Tall
- Java Tall
- Klapa Dalam
- Laguna
- Lupisan
- Davao Tall
- Bougainville Tall
- Kar Kar Tall
- Rotuma Tall
- Niu Kitu
- Tonga Tall
- Tahiti Tall[16]

### Fruit molt gran
- Kamandala[17]
- Andaman Giant[18]
- Kappadam
- Rangoon Kobbari
- Ka Loke
- San Ramon[19]
- Markham Tall
- Niu Vai
- Rennel Tall
- Thifow[20][21]

## Farmacologia

### Composició química
Depenent de quina part del cocoter analitzem trobarem uns components o uns altres:
Si observem la llet de coco trobem fins a 2% de derivats de glúcids (poliol, sorbitol), àcids orgànics (àcid maleic), aminoàcids i difenil-urea.
Per una altra banda si observem la copra (polpa seca) trobarem fins a 65% de lípids, glúcids i en menor quantitat vitamina D.
Finalment a la closca del coco trobarem principalment tanins.

### Usos medicinals
Abans que maduri el coco al seu interior trobem la llet de coco que és antihelmíntica i diürètica.
La mantega de coco la fem servir per a reparar la pell.
La carn del coco és discretament laxant i amb ella es fabrica un xarop pectoral.

### Accions farmacològiques
Propietats medicinals 
- Aigua de coco:

Actua com a refrescant, laxant, antihelmíntica i diürètica. Amb les precaucions adequades ha estat injectada com a substitut del serum sanguini.
- Mantega de coco:

Emol·lient: elimina les inflamacions.
- Llet de coco:

Té una propietat per a matar els paràsits intestinals.
- Quitrà preparat a partir de la closca cremada:

Emprat per al dolor de queixals.

### Usos generals
Té moltes aplicacions.
S'utilitza sobretot per a l'alimentació en forma de fruit, d'oli o d'una mantega molt digestiva recomanada per a fer dieta alimentària.
A banda del fruit també s'usen les fulles i el tronc per a la construcció rural. La fibra de coco s'utilitza com aïllant i en horticultura com un bon substitut de la torba.
- La part blanca del coco pot ser dessecada o consumida en fresc.
- El suc o llet de coco té sucres, fibra, proteïnes, antioxidants i minerals que constitueixen una beguda isotònica que a banda de l'ús gastronòmic s'ha utilitzat com a medi de cultiu de plantes en laboratori, ja que és estèril (fins que s'obre).

## Curiositats
Els indis utilitzaven l'aigua de coco com un remei per a totes les malalties i amb la closca es feien copes o gots.
A partir de les flors del cocoter s'elabora un vi que els anglesos el denominen <<lady>>.
El coco és un aliment difícil de digerir però té un efecte que augmenta els espermatozous.

## Galeria d'imatges

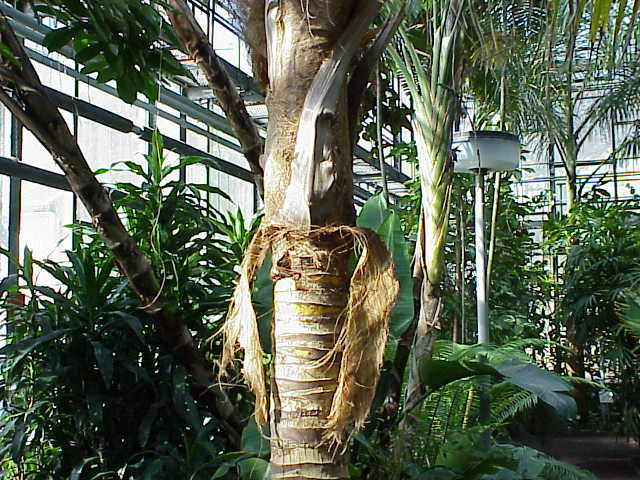
Tija de Cocos nucifera
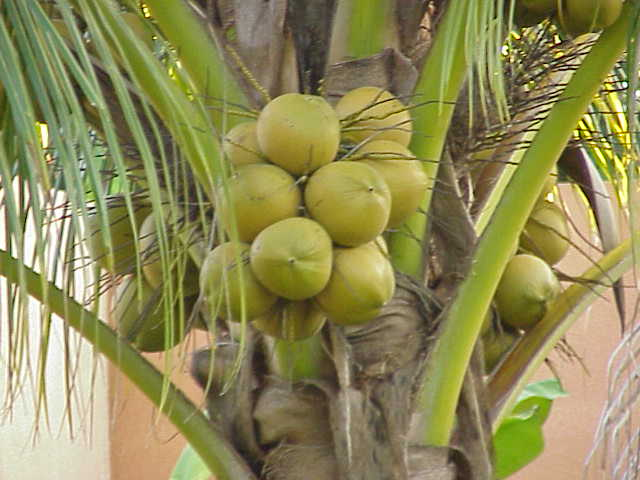
Fruits del cocoter
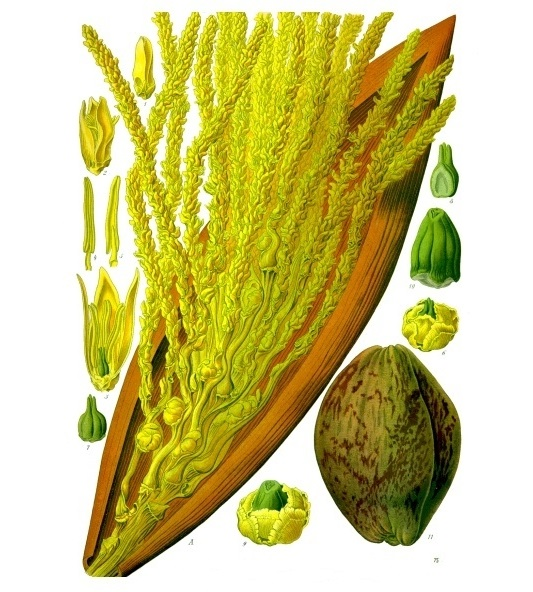
Flors del cocoter
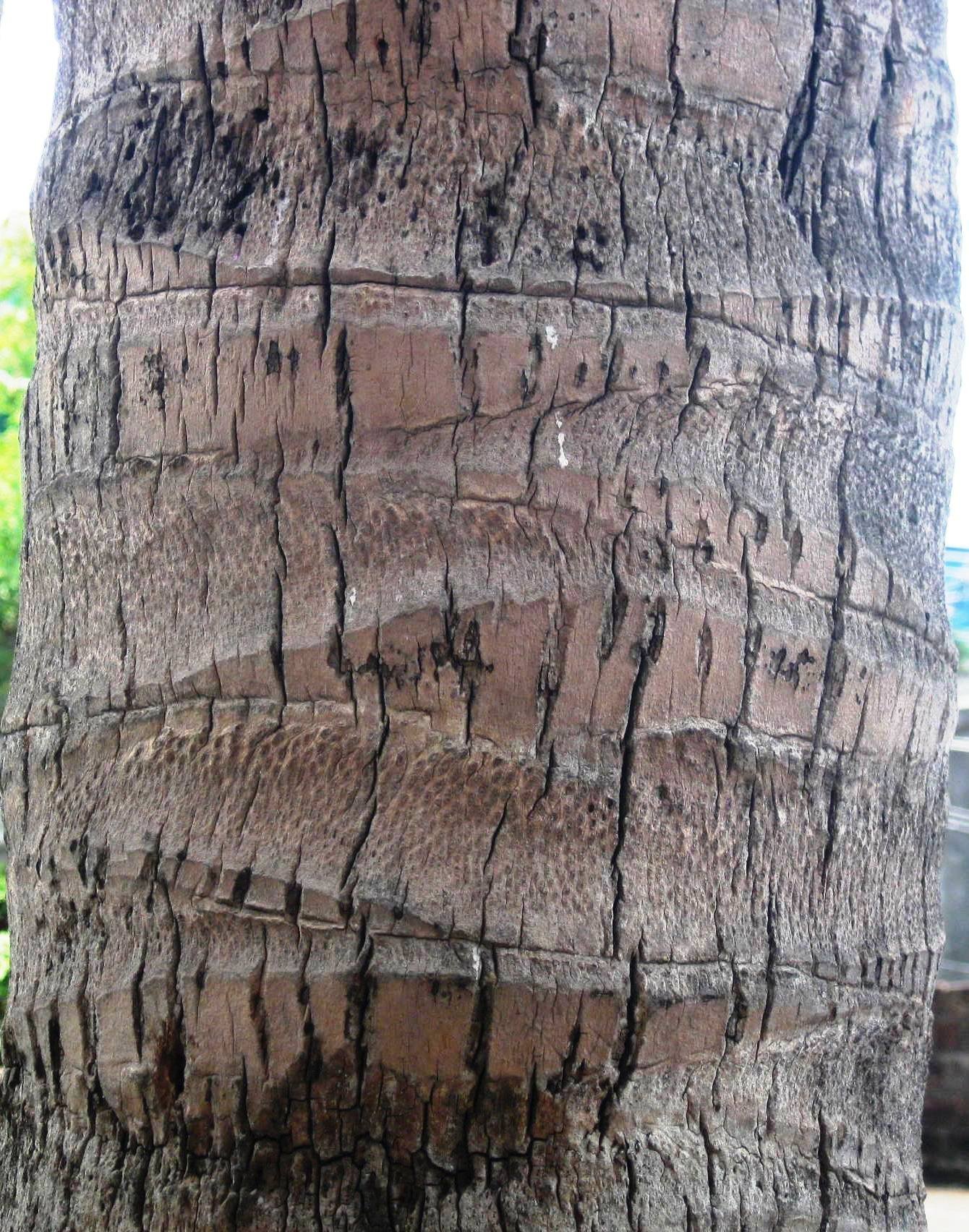
Tronc de coco
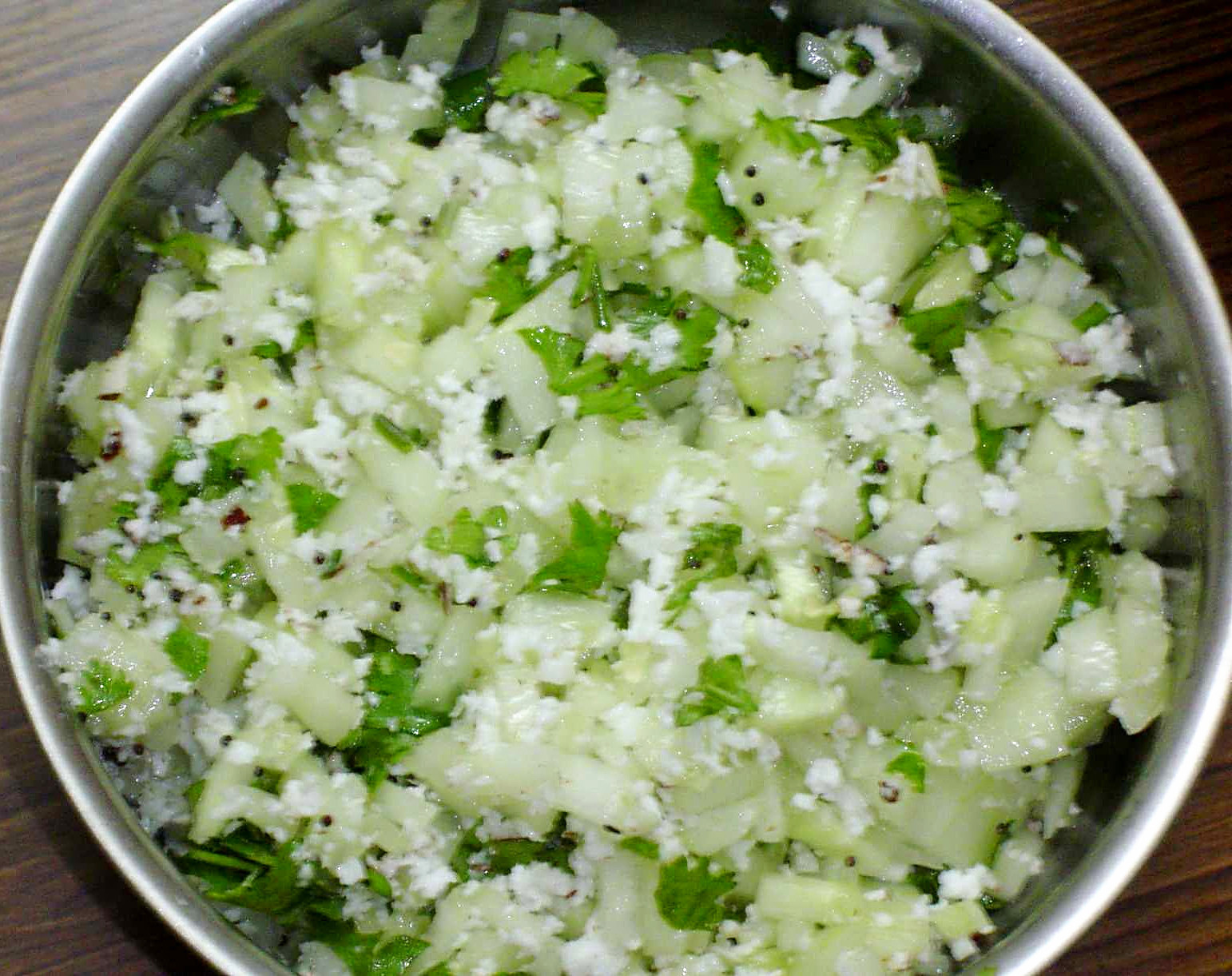
Kosambri, plat de Karnataka fet a base de cogombre i nou de coco rallada
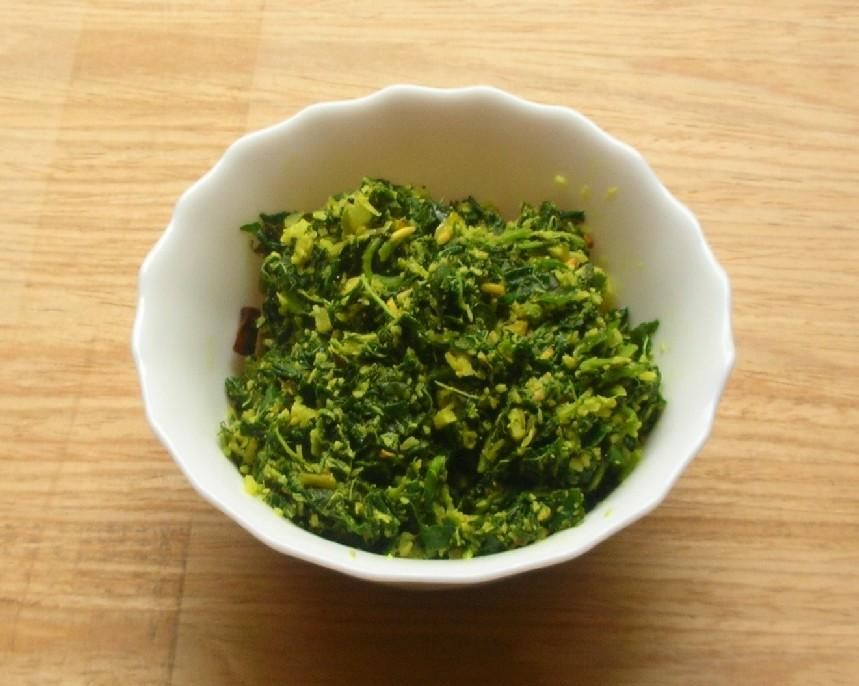
Chira toran; plat de la cuina de Kerala a base de nou de coco rallada, fulles d'Amaranthus retroflexus, all i bitxo
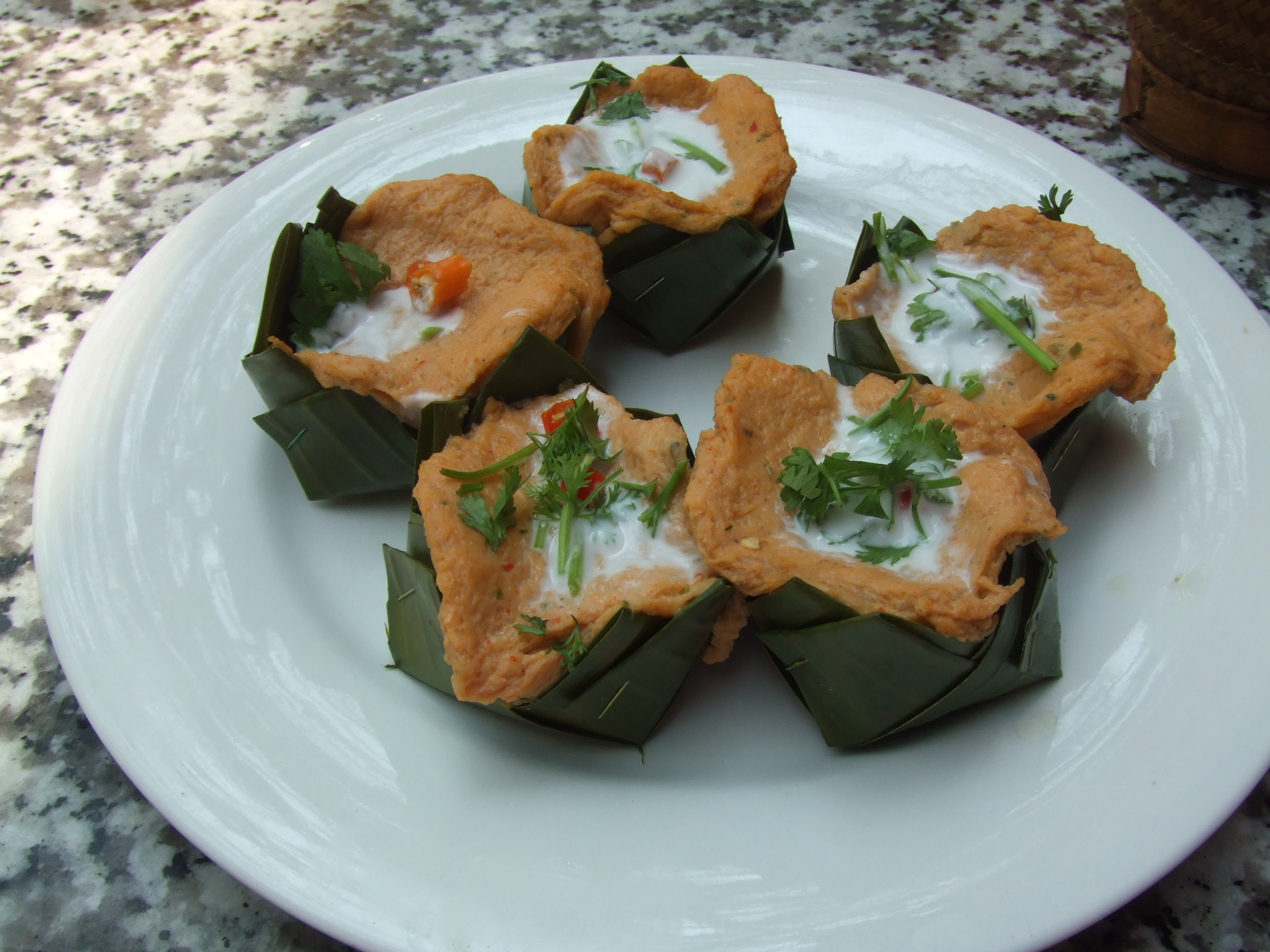
Peix cuinat amb llet de coco servit en una fulla; cuina de Laos
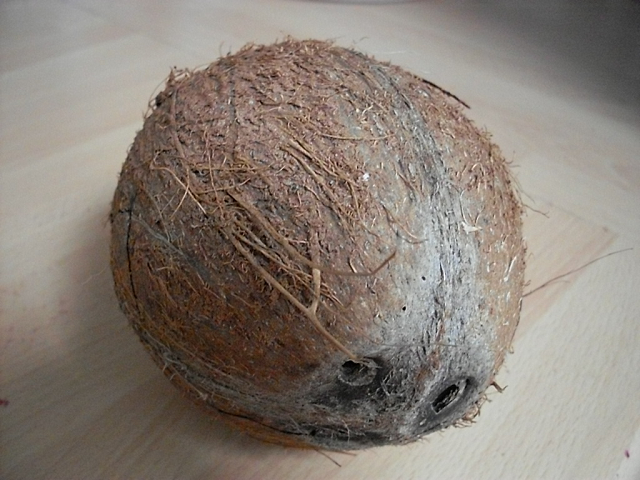
Nou pelada sense la pellofa que l'envolta